# Reprezentacja Azerbejdżanu w rugby union mężczyzn
Reprezentacja Azerbejdżanu w rugby union mężczyzn – zespół rugby union, biorący udział w imieniu Azerbejdżanu w meczach i sportowych imprezach międzynarodowych, powoływany przez selekcjonera, w którym mogą występować wyłącznie zawodnicy posiadający obywatelstwo tego kraju, mieszkający w nim, bądź kwalifikujący się ze względu na pochodzenie rodziców lub dziadków. Za jego funkcjonowanie odpowiedzialna jest Azerska Federacja Rugby, członek FIRA oraz IRB.
Swój debiut na arenie międzynarodowej zaliczyła w przegranym meczu z Bośnią i Hercegowiną 16 kwietnia 2005 r. Obecnie nie jest klasyfikowana w rankingu IRB.
Drużyna w sezonie 2010-2012 występuje w Pucharze Narodów Europy w Dywizji 3A.

## Turnieje

### Udział wPucharze Narodów Europy
| Rok       | Klasa rozgrywek | Wynik     |
| --------- | --------------- | --------- |
| 2004-2006 | Dywizja 3C      | 5         |
| 2006-2008 | Dywizja 3D      | 4         |
| 2008-2010 | Dywizja 3D      | 4         |
| 2010-2012 | Dywizja 3A      | w trakcie |

### Udział wPucharze Świata
| Rok  | Kwalifikacje                         | Wynik |
| ---- | ------------------------------------ | ----- |
| 1987 | Nie brała udziału, była częścią ZSRR | -     |
| 1991 | Nie brała udziału                    | -     |
| 1995 | Nie brała udziału                    | -     |
| 1999 | Nie brała udziału                    | -     |
| 2003 | Nie brała udziału                    | -     |
| 2007 | Nie brała udziału                    | -     |
| 2011 | Nie zakwalifikowała się              | -     |
| 2015 |                                      |       |
| 2019 |                                      |       |